# Кёрнер, Карл Теодор
Карл Теодор Кёрнер (нем. Carl Theodor Körner; 1791—1813) — немецкий писатель, драматург и поэт-патриот.

## Биография
Карл Теодор Кёрнер родился 23 сентября  1791 года в городе Дрездене; сын писателя Христиана Готфрида Кёрнера. Учился сперва в Горной академии в Фрайбурге, а в 1809 году перешёл в Лейпцигский университет, затем продолжил обучение в университетах Берлина и Вены. 

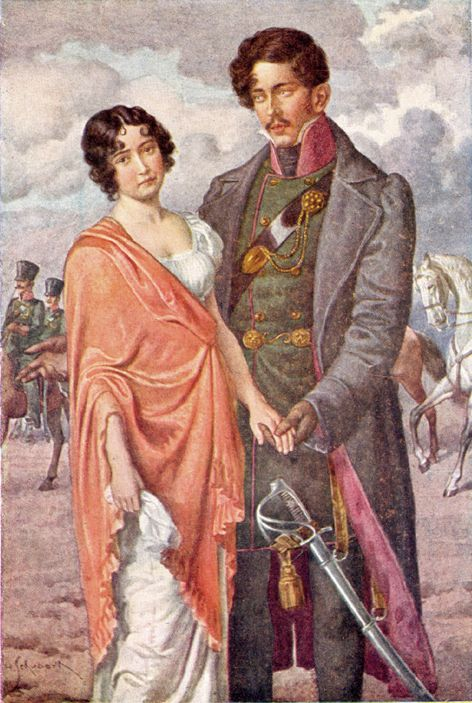
Теодор Кёрнер с невестой Тони
(художник Хуго Шуберт)

Уже в 1810 году он издал сборник стихотворений под названием «Бутоны» (Knospen) и скоро начал писать комедии и драмы. Его комедии — во вкусе Коцебу и других «легких драматургов»; но в драмах он является талантливым подражателем Шиллера. Первые его опыты в этом роде, «Тони» (пер. по-русски Шишковым 2-м в книге «Избранный немецкий театр», 1831 г., ч. II) и др., не имели успеха, но трагедия «Црини» (1812 год) ввиду политических обстоятельств того времени произвела большой фурор и считается одной из лучших лирических трагедий той эпохи.
Вскоре Кёрнер получил место драматурга при венском театре, влюбился в красавицу-артистку Антонию (Тони) Адамбергер и обручился с ней.
По пути из Вены в Бреслау он заметил прусского пограничного орла в районе Нойштадта, который вдохновил его на написание стихотворения «Der Grenzadler» (Пограничный орел).
В 1813 году вышел манифест прусского короля и Т. Кёрнер, оставив обеспеченную жизнь и прекрасную невесту, устремился на призыв отечества принять участие в Освободительной войне. Он поехал в Силезию, поступил в партизанский отряд генерала Адольфа фон Лютцова, был ранен, лечился в Карлсбаде, едва оправившись от раны, снова вернулся в строй и был убит 26 августа 1813 года при Гадебуше.
Несколько месяцев его военной службы — самое продуктивное время для Кёрнера как лирика (за несколько часов до смерти он на биваке набросал свою «лебединую» песню — «Das Schwertlied»); к его патриотическим, горячим, искренним песням, которые поэт почти импровизировал, подобрал музыку Вебер, и они быстро распространялись между интеллигентной молодежью; геройская смерть автора ещё больше подняла их значение, и Кёрнер в это время казался немцам величайшим поэтом.
Песни Теодора Кёрнера, собранные и изданные его отцом в 1814 году под названием «Leier und Schwert», за несколько лет десятки раз переиздавались.
В конце XIX — начале XX века на страницах Энциклопедического словаря Брокгауза и Ефрона русский историк литературы академик А. И. Кирпичников дал следующую оценку творчеству поэта: 

Если бы К. прожил долее, он был бы, вероятно, лучшим представителем школы Шиллера, с которым у него много общего по характеру и по взглядам. Его последняя трагедия, «Розамунда», вышедшая после его смерти, показывает большую глубину чувства и зрелость творческой мысли. Его повести, романтические по направлению, много теряют от излюбленной им эпистолярной формы.

В 1873 году в родном городе Карла Теодора Кёрнера был открыт музей посвященный жизни и творчеству поэта.